# Gijzeling in het provinciehuis te Assen
De gijzeling in het provinciehuis te Assen is een gijzeling die plaatsvond in de Nederlandse stad Assen in 1978. De daders waren drie militante Zuid-Molukkers. Er vielen twee doden: één gijzelaar werd doodgeschoten tijdens de actie, een ander overleed enkele weken later aan zijn verwondingen.

## Historie
In de ochtend van maandag 13 maart 1978 vielen om kwart over tien drie Zuid-Molukkers het provinciehuis van Drenthe in Assen binnen. Diverse aanwezigen, waaronder de commissaris van de Koningin Tineke Schilthuis, wisten zich te redden door naar buiten te springen. In totaal werden 16 vrouwen en 55 mannen gegijzeld door drie militanten. Iedereen werd verzameld op de eerste verdieping, waar een Zuid-Molukse vlag voor de ramen werd opgehangen.
De gijzelnemers stelden de volgende eisen:
- Vrijlating van 21 Zuid-Molukse gevangenen die gearresteerd zijn na eerdere acties in Nederland
- Een bus, vrije aftocht per vliegtuig met een aantal gijzelaars, bestemming onbekend

Als ultimatum werd dinsdag 14 maart, 14.00 uur gesteld
Dat het de militanten ernst was, bleek uit het feit dat de planoloog Ko de Groot een uur na het begin van de gijzeling voor een raam werd gezet en doorzeefd. Bovendien werd een passerende fotograaf in zijn buik geschoten door de gijzelnemers en een ambulance beschoten. Uit alles bleek dat de Molukkers bereid waren meer gijzelaars te doden waardoor ingrijpen noodzakelijk was. Net als bij eerdere acties van Zuid-Molukkers werd de Bijzondere Bijstandseenheid (BBE; toen ook bekend onder de naam: Close Combat Unit) ingeschakeld om deze taak uit te voeren.

## Verloop van de actie door de BBE
Kort na het verstrijken van het ultimatum van 14.00 uur viel de BBE om 14.34 uur met twee pelotons het gebouw binnen. Na een vuurgevecht gaven de gijzelnemers zich over. Het bleek dat de BBE net op tijd was met hun actie; de militanten stonden op het punt om twee leden van de Gedeputeerde Staten (CDA'er Jakob Trip en PvdA'er Daan Huizinga) te executeren en daarna elke 30 minuten een andere gijzelaar.
Het eerste peloton van de BBE had zich de nacht tevoren, gebruikmakend van de duisternis, al verplaatst naar de fietsenstalling vlak voor het provinciehuis om in staat te zijn bij een escalatie terstond een interventie uit te voeren. Het tweede peloton hield zich op bij de Keuringsdienst van Waren. Nadat het codewoord voor de aanval was ontvangen, verplaatsten zich de twee pelotons vanuit hun uitgangsposities direct via de hoofdingang naar de kantoortuin op de eerste verdieping, de kamer van de commissaris van de Koningin en de overige ruimtes in het gebouw. Om 14.38 uur was de gijzeling beëindigd.
Tijdens de bevrijdingsactie raakte Trip gewond door een of meer kogels die de terroristen afvuurden. Hij overleed enkele weken later aan die verwondingen.
Drie maanden later werden de drie gijzelnemers ieder tot een celstraf van 15 jaar veroordeeld.